# (2656) Evenkia
(2656) Evenkia est un astéroïde de la ceinture principale.

## Description
(2656) Evenkia est un astéroïde de la ceinture principale. Il fut découvert le 25 avril 1979 à Naoutchnyï par Nikolaï Tchernykh. Il présente une orbite caractérisée par un demi-grand axe de 2,26 UA, une excentricité de 0,08 et une inclinaison de 3,2° par rapport à l'écliptique.

## Compléments